# Střelecký útok v Bratislavě 12. října 2022
Střelecký útok v Bratislavě se odehrál 12. října 2022 kolem sedmé hodiny večerní před LGBT+ kavárnou Tepláreň v Zámocké ulici. 19letý útočník zabil dvě osoby ve věku do třiceti let a třetí zranil, z místa činu utekl. Ráno bylo nalezeno jeho mrtvé tělo, poté co na sociálních sítích sdílel příspěvky naznačující sebevražedný záměr. 
Podle zvláštního prokurátora Daniela Lipšice byla pravděpodobným motivem zločinu nenávist na základě sexuální orientace, následně prokuratura oznámila vyšetřování útoku jako teroristického činu. Vyšetřování prokázalo, že útočník útok spáchal a jeho primárním cílem byl tehdejší premiér Eduard Heger, do jehož blízkosti se mu však nepodařilo dostat. Kavárnou Tepláreň byla jeho náhradním cílem.

## Průběh
Místem činu byla Zámocká ulice na Starém Mestě vedoucí z historického centra k Bratislavskému hradu a k budově parlamentu, a to ve spodní části ulice před kavárnou pro LGBT+ klientelu Tepláreň, provozovanou v domě č. 7074/30. Vrah přišel krátce před 18.35 hodinami místního času a čekal zde desítky minut, téměř celý oblečený v černém, s čepicí na hlavě a rouškou na tváři. Chvíli po sedmé hodině večerní vytáhl pistoli s laserovým zaměřovačem, vykročil k podniku a začal střílet. Po osmi výstřelech nabil zbraň a pokračoval ve střelbě. Podle svědků padlo nejméně deset výstřelů.

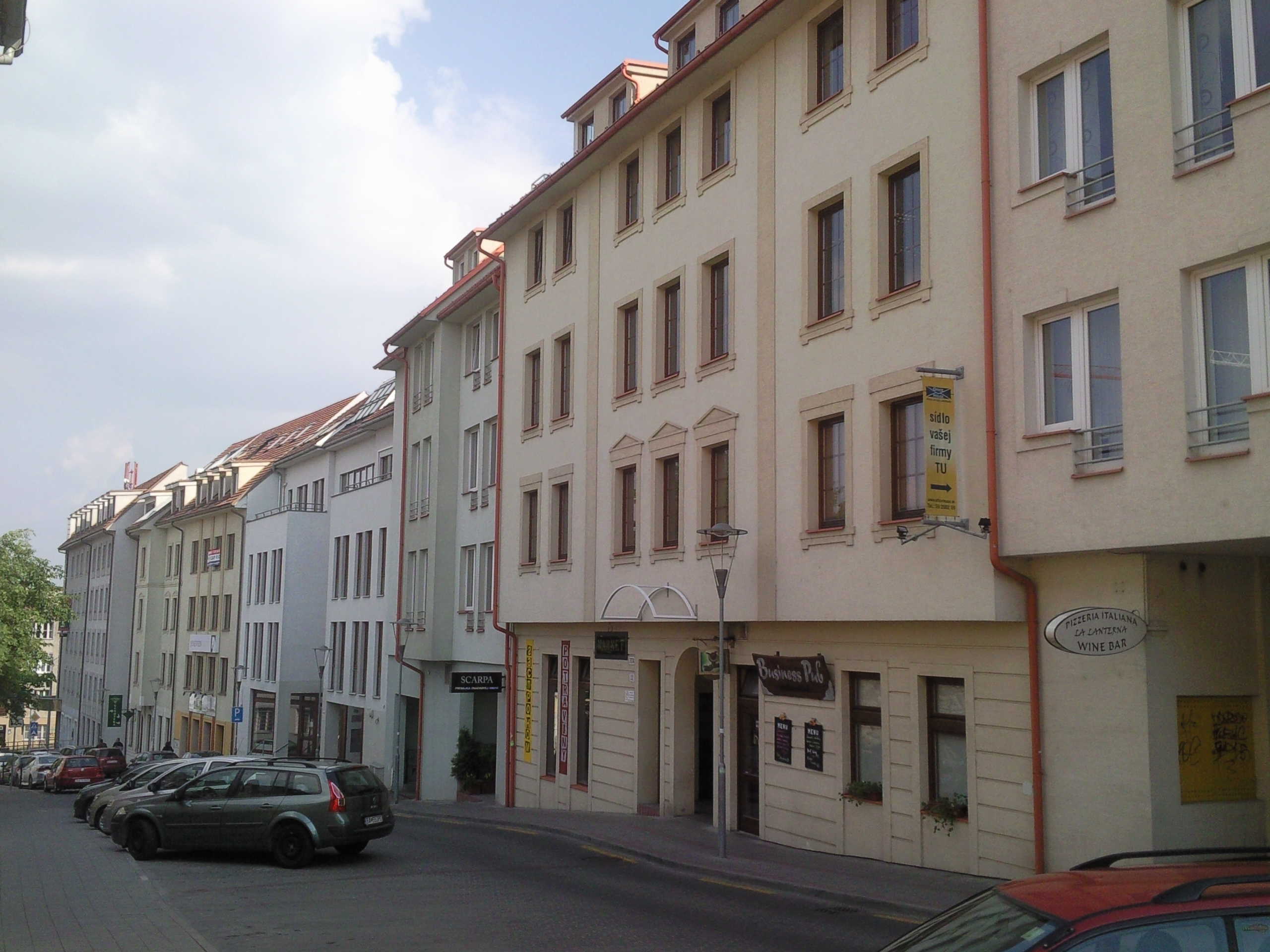
Zámocká č. 7074/30, pred níž došlo ke střelbě. Vrah sa ukrýval ve výklenku na pravém okraji snímku.

V té době seděly na lavičce před podnikem dvě osoby, které se staly cílem útoku. Jedna padla u lavičky, druhá se stihla přiblížit ke vchodu do kavárny, kde však byla také zastižena kulkami. Pachatel také postřelil další ženu do nohy. Poté se obrátil a utekl k nedalekému parčíku. Podle mediálních informací jel následně domů, kde si vyměnil jednu zbraň za druhou, došlo zde ke konfliktu s rodiči, vrah napsal dopis na rozloučenou a odešel z domu.
Policie po útoku uzavřela několik ulic v okolí bratislavských Palisád, do pátrání po pachateli zapojila psovody, člun i vrtulník, po 23. hodině učinila zásah a zadržela jednoho muže, nejednalo se však o pachatele. Ten byl druhého dne ráno nalezen mrtvý náhodnými kolemjdoucími nedaleko bratislavského hlavního nádraží, přesněji poblíž budovy ministerstva školství u ulice Jaskový rad. Policie nález těla oznámila krátce před osmou hodinou ranní.
Již v době večerního pátrání po pachateli se ozval na policejní tísňovou linku 158 oznamovatel udávající polohu možného pachatele v ulici Jaskový rad. Policie informaci přijala, dále s ní však patrně nepracovala, operátor ji předal v seznamu operačnímu důstojníkovi, který podle informací z médií toto hlášení opomenul. Sám pachatel se ke spáchání útoku, který byl spáchán zbraní jeho otce, přiznal svým spolužákům i rodičům po návratu domů. Rodiče policii nekontaktovali.
Zraněná žena byla převezena do jedné z bratislavských nemocnic, mimo ohrožení života. Ještě ke konci října se nacházela v Univerzitní nemocnici Bratislava ve stabilizovaném stavu, propustili ji 3. listopadu.

## Vyšetřování
Policie vyšetřovala vraždu zprvu jako čin z nenávisti. Následující pondělí 17. října 2022 slovenská zvláštní prokuratura oznámila, že ji bude vyšetřovat jako terorismus, neboť shromážděné důkazy podle ní nasvědčovaly tomu, že by vražda naplňovala podstatu teroristického činu. Na samém počátku policie zvažovala také motiv žárlivosti, který však brzy vyloučila, přesto se tato varianta i dále objevovala jako falešná informace na sociálních sítích.
Podle informací z 26. října 2022 krajské ředitelství policejního sboru v Bratislavě zahájilo řízení o ukončení služebního poměru s operátorem tísňové linky pro možné pochybení po přijetí oznámení o možném výskytu pachatele. Podle prezidia policejního sboru proběhla interní kontrola a bylo zahájeno jedno trestní řízení pro maření výkonu veřejného činitele. Vyšetřování této záležitosti v polovině ledna 2023 nadále pokračovalo, dosud bez vzneseného obvinění.
V polovině června 2023 Národní kriminální agentura (NAKA) informovala, že pokračuje ve vyšetřování a čeká na závěry znaleckých posudků. Vyšetřování bylo ukončeno v lednu 2024. Podle něj se jednoznačně prokázalo, že pachatelem chladnokrevně provedeného skutku, právně kvalifikovaného jako obzvlášť závažný zločin teroristického útoku, byl podezřelý pachatel. Podle vyšetřování byl jeho primárním cílem byl tehdejší premiér Eduard Heger, u jehož bydliště se vyskytoval i v den útoku. Kavárna Tepláreň byla jeho náhradním cílem. Prokurátor Daniel Lipšic uvedl, že čin měl charakter popravy. Vyšetřování bylo zastaveno z důvodu úmrtí pachatele.

## Pachatel
Na Twitteru se k útoku přihlásil Juraj Krajčík, Slovák narozený v červenci 2003, který asi pět hodin před aktem zveřejnil rozsáhlý 65stránkový text extremistického manifestu, v němž uvedl svůj motiv, opakovaně psal o „boji za bílou rasu“, z různých světových problémů vinil židovskou a LGBT+ komunitu a vyzýval k násilí vůči nim. Pod svým účtem tweetoval také po provedeném útoku, kdy v 19.39 hodin v angličtině vyjádřil, že svého činu nelituje, a pak také naznačil sebevražedný záměr. Sociální síť kolem šesté hodiny ranní jeho účet zablokovala.
Útok byl patrně dlouhodoběji plánovaný od roku 2019, útočník v srpnu 2022 sdílel svoje selfie před Teplárňou s ironickým popisem, den před útokem psal „Rozhodl jsem se.“ a 12. října kolem 10. hodiny dopolední uvedl „Stane se“. Média uvedla, že se několik týdnů před útokem podobným způsobem vyfotografoval také před bytovým domem slovenského premiéra Eduarda Hegera. Podle zvláštního prokurátora Daniela Lipšice měl ve svém zápisníku uvedeno více jmen, mimo premiéra také politologa Grigorije Mesežnikova, bývalého ministra školství Branislava Gröhlinga, předsedy Smeru Roberta Fica či liberálního rabína židovské obce.
Tehdejší premiér Eduard Heger byl jeho primárním cílem útoku, opakovaně ho sledoval v místě bydliště. Nedaleko jeho bydliště se vyskytoval i mezi pátou a půl šestou hodinou v den útoku. Následně si do poznámek zapsal, že jeho cíl se nedostavil a zůstává mu tak plán B, útok na kavárnu Tepláreň.
Na twitterovém účtu publikoval od dubna 2021, zradikalizoval se na stránkách, kde se setkávala zejména americká krajní pravice a šiřitelé hoaxů (viz Terrorgram), za klíčový pro svoji inspiraci označil útok radikála na mešity v novozélandském městě Christchurch roku 2019 a později také útok mladíka v nákupním středisku v americkém Buffalu v květnu 2022. Pachatel se podle médií odvolával ve svém manifestu také na 22letého slovenského muže studujícího v Česku a vystupujícího na internetu pod přezdívkou Slovakbro, jehož na jaře 2022 zadržela česká policie a v listopadu téhož roku byl odsouzen za velebení teroristů a podněcování ke svržení demokracie. S tímto mužem také aktivně komunikoval, osobně se však nikdy nesetkali. Ministr obrany uvedl, že zpravodajské služby pachatele neevidovaly mezi extremisty, mezinárodní extremistickou komunitu, k níž se hlásil, jim však byla dobře známá.
Pachatelův otec, bratislavský podnikatel Juraj Krajčík, ve volbách roku 2020 kandidoval za krajně pravicovou politickou stranu Vlasť Štefana Harabina a policie prošetřovala podezření, že útočník střílel otcovou legálně drženou zbraní. Krajčík starší pět dní po vraždě vystoupil v internetovém rádiu Mariana Kotleby, kde kondoloval pozůstalým obětí a prohlásil, že nevěří, že by syn dokázal takový čin spáchat. Zpochybnil synovu vinu, uvedl, že byl syn do případu „vmanipulovaný“ a že i jeho sebevražda byla „záhadná“, mohlo se prý jednat o popravu v důsledku konspirace tajných služeb v rámci kampaně proti vlastencům, spolu s Kotlebou zpochybnil i dosud zveřejněné důkazy prokuratury a pachatelovy motivy.
V lednu 2024 zadržela rakouská policie při razii, zaměřené na pravicovou teroristickou skupinu Feuerkrieg Division, 20letého vídeňského mladíka, který byl v kontaktu s bratislavským pachatelem Jurajem Krajčíkem. Podle médií zadržený muž již dříve jako neplnoletý psal na chatech o bombových útocích proti židům a muslimům.

## Oběti

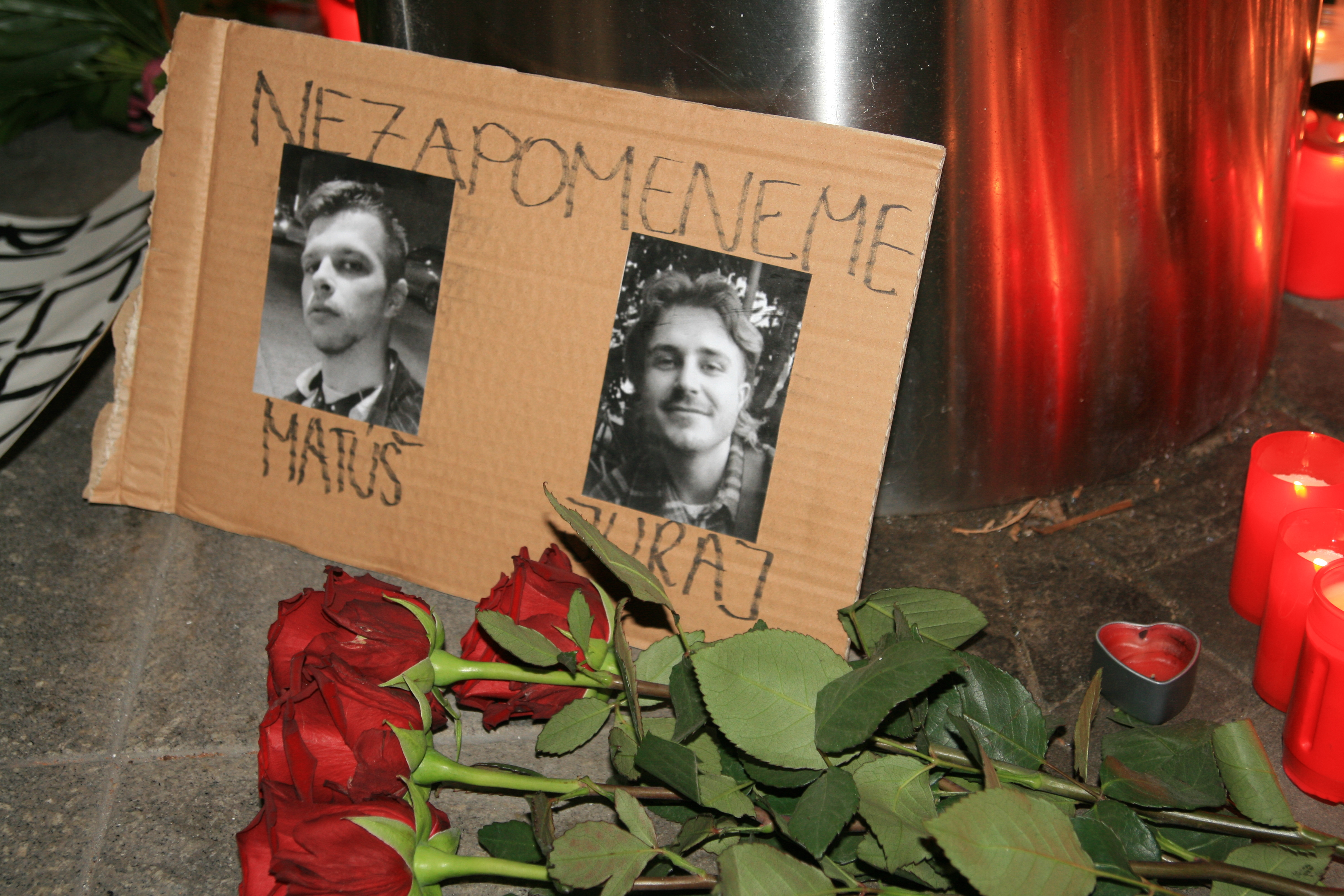
Podobizny zavražděných při pietní akci v Brně

Média původně uváděla, že jednou z obětí činu byl číšník klubu Tepláreň, rovněž že postřelenou ženou byla zdejší servírka. Podle majitele podniku Romana Samotného se však jednalo o návštěvníky.
Univerzita Komenského v Bratislavě 13. října na sociální síti uvedla, že jednou z obětí byl student Filozofické fakulty Matúš Horváth. Pocházel z Vrakuně. Podle médií mu bylo 23 let, dokončoval bakalářské studium čínštiny a sinologie, žil s matkou bez otce. Byl bisexuální. Krátce předtím, v září, nastoupil k práci v Teplárni.
Druhou obětí měl být jeho kamarád Juraj Vankulič, který ve svých 26 letech pracoval v obchodě, resp. v oděvní firmě, pocházel ze Žiliny a identifikoval se jako nebinární, ačkoli ve vyjadřování používal mužský rod.
Postřelena byla jejich společná kamarádka Radka, 28letá pravidelná návštěvnice Teplárně, pocházející z Kremnice.

## Reakce

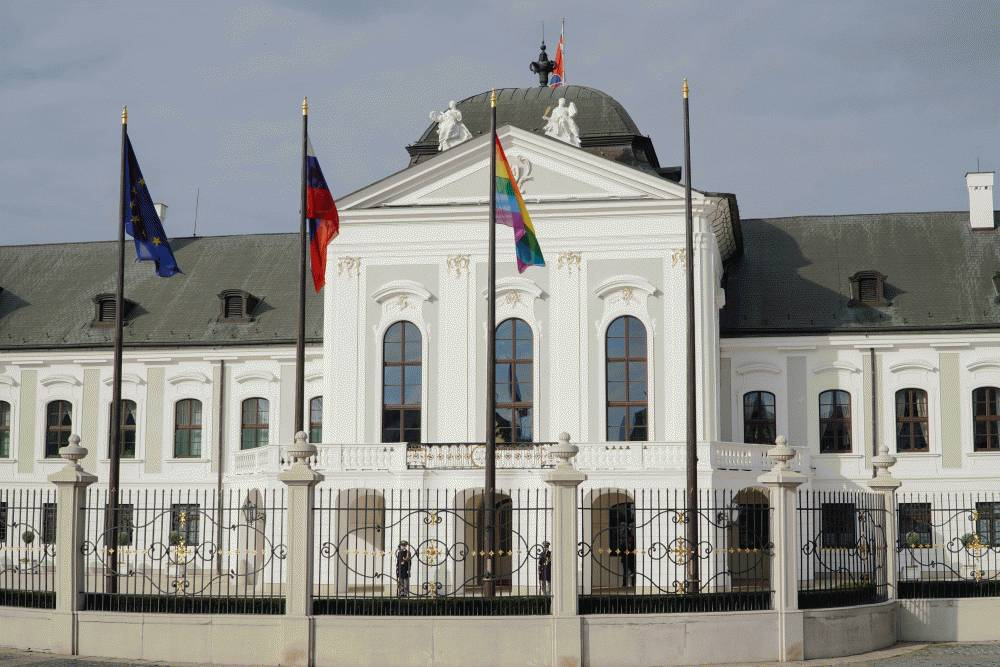
Duhová vlajka vyvěšená před prezidentským palácem v Bratislavě

Slovenská prezidentka Zuzana Čaputová vyjádřila soustrast LGBT+ komunitě a odsoudila i verbální útoky podněcující nenávist, následující den Tepláreň osobně navštívila a setkala se s jejím provozovatelem, před prezidentským palácem byla vyvěšena duhová vlajka. Předseda vlády Eduard Heger uvedl, že „je nepřípustné, aby se kdokoliv kvůli svému způsobu života měl bát o svůj život“. Projevy extremismu a nenávisti vůči menšinám odsoudil také ministr vnitra Roman Mikulec. Před rostoucí agresivitou ve společnosti varoval ministr spravedlnosti Viliam Karas.
Soustrast rodinám obětí vyjádřila předsedkyně Poslanecké sněmovny PČR Markéta Pekarová Adamová, k ní se posléze přidal také ministr vnitra Vít Rakušan, podle něhož ve slušné společnosti není místo pro homofobii. Premiér české vlády Petr Fiala k vyjádření soustrasti uvedl, že „naše demokratické společnosti nesmí tolerovat násilí a nenávist zaměřenou na jakékoli skupiny obyvatel“. Prezident Miloš Zeman prostřednictvím svého tiskového mluvčího uvedl: „Nenávist nakonec vždy vede ke ztrátě úcty k lidskému životu. A právě úctě ke každému lidskému životu od počátku do konce by se společnost stále měla učit, abychom se nevydali na cestu dehumanizace.“

Na náměstí SNP v centru Bratislavy se 13. října uskutečnilo veřejné shromáždění Za dúhové Slovensko, kde zúčastnění vyzvali vládu, aby okamžitě zajistila nezbytná proinkluzivní opatření v oblasti vzdělávání, školení a podpory pedagogů, jakož i výchovu dětí k lidskosti a inkluzivnímu přístupu k životu. Také v Košicích se týž den konalo smuteční setkání a pochod za odsouzení nenávisti vůči LGBTI+ komunitě. Člen českého vládního Výboru pro sexuální menšiny a delegát České republiky při OSN Kryštof Stupka inicioval zapálení svíček před slovenským velvyslanectvím v Praze.

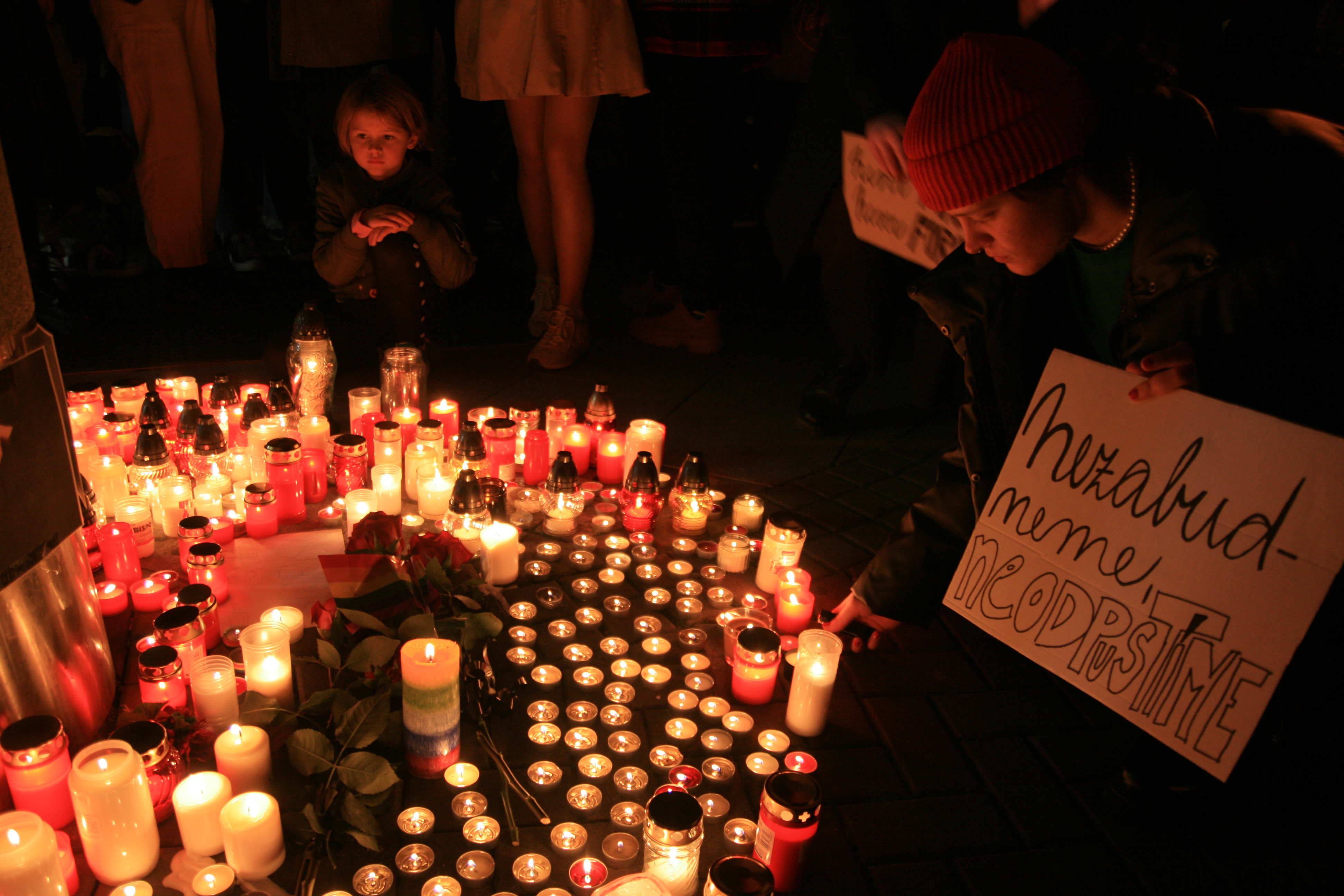
Kladení svíček a kytic před sídlem slovenského honorárního konzulátu v Brně 13. října 2022.

Bratislavské kultúrne a informačné stredisko, Nomantinels divadlo, Iniciatíva Inakosť, pořadatelé Duhového PRIDE Bratislava a další subjekty ohlásily na odpoledne 14. října pietu v Zámocké ulici a vzpomínkový pochod na náměstí SNP. Akce se zúčastnila prezidentka Čaputová, premiér Heger, místopředseda Evropského parlamentu Michal Šimečka a další. Deník Pravda akci označil za „zřejmě největší akci svého druhu od vraždy novináře Jána Kuciaka a jeho přítelkyně v roce 2018“. Majitel podniku Tepláreň uvedl, že po incidentu už nejspíš nikdy otevřená nebude.
V reakci na vraždu v Zámocké ulici a při příležitosti dne coming outu, jímž je 11. říjen, provedl ve vysílání svého pořadu V politice 16. října veřejný coming out moderátor slovenské zpravodajské televize TA3 Rastislav Iliev, vyzval přitom další osobnosti, aby se nebály přihlásit k LGBTI+ komunitě, a politiky, herce i celou společnost vyzval, aby LGBTI+ komunitu podpořila.
Když slovenská policie zveřejnila informace o případu na Facebooku, objevovaly se pod jejím statusem také komentáře se smějícími se emotikony či podporující vraždu. Administrátor takové příspěvky mazal a později napsal: „Policie odmítá jakoukoli formu nenávisti vůči menšinám.“ Deník SME v té souvislosti uvedl, že v předchozím roce každý šestý nenávistný komentář na sociálních sítích útočil na LGBTI osoby a každý sedmý na Židy. Policie pak také vyzvala k nahlašování příspěvků schvalujících vraždu z nenávisti, následně vyšetřovanou jako terorismus. Národní kriminální agentura 21. října zadržela studenta bratislavské střední školy, který útok v Zámocké ulici veřejně schvaloval, následně ho se souhlasem prokurátora propustila a bylo mu sděleno obvinění pro podezření ze spolúčasti na terorismu. Dne 22. října NAKA vznesla obvinění vůči další 16leté osobě B. B. s podnětem na podání návrhu na vzetí do vazby, opět pro podezření ze spoluúčasit na terorismu. Také pražská policie počátkem listopadu 2022 obvinila muže, který v komentáři na internetu schvaloval bratislavský útok, z podpory a propagace terorismu. V březnu 2024 byl Bruno B. odsouzen k podmínečnému 16měsíčnímu trestu za schvalování terorismu a další trestné činy.
Slovenské nevládní organizace dva týdny po útoku zveřejnily pod názvem „Ide nám o život“ výzvu slovenské vládě a parlamentu, aby podnikly kroky proti šíření nenávisti vůči LGBT+ osobám a připravily legislativní změny pro zlepšení jejich společenské a právní situace. Podobně česká iniciativa „Společně proti nenávisti“ s poukazem na tragickou událost v Bratislavě vyzvala v druhé polovině října českou vládu, aby urychleně přijala zákony chránící LGBT+ lidi před předsudečným násilím.
Ve středu 26. října se uskutečnilo v Bratislavě a Žilině poslední rozloučení s oběťmi vraždy za účasti prezidentské čestné stráže. Téhož dne v Praze na Václavském náměstí proběhlo veřejné shromáždění s koncertem Společně proti nenávisti. V únoru 2023 pak stejná iniciativa uspořádala v Praze konferenci „Zaostřeno na oběti předsudečného násilí“.
Počátkem listopadu 2022 se prezidentka Čaputová i premiér Heger spolu s několika ministry a bratislavským primátorem Matúšem Vallo zúčastnili mše za oběti vraždy v katedrále sv. Martina v Bratislavě. V téže době trnavský arcibiskup Ján Orosch v neveřejném oběžníku pro kněží pochyboval o nevině obětí útoku a vznesl otázku, kolikrát se v Teplárni konaly protidrogové razie. Policie se proti jeho textu na sociálních sítích ohradila a některé části označila za hrubě manipulativní a urážlivé. Po pár dnech se Orosch za své výroky omluvil.
Dne 13. března 2023 nově zvolený a čerstvě inaugurovaný český prezident Petr Pavel při své první zahraniční návštěvě v Bratislavě uctil památku obětí před klubem Tepláreň.

## Upomínky

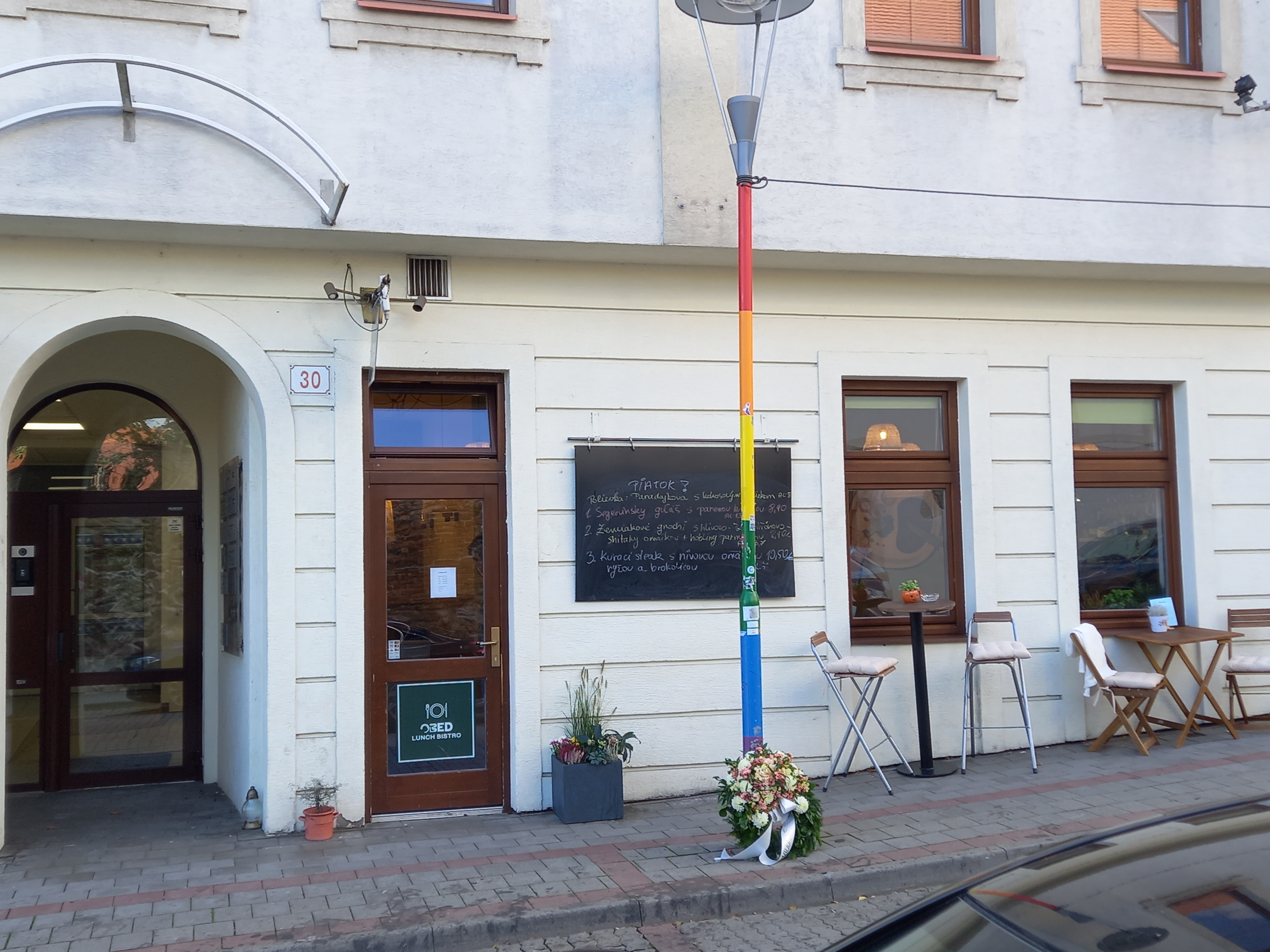
Duhová lampa v Zámocké ulici 11. října 2024

Dne 30. dubna 2023 vznikl v Zámocké ulici neformální památník ze sloupu veřejného osvětlení, pod kterým se po útoku kupily ze solidarity svíčky. Tento sloup byl nasprejován v barvách duhy a v oknech domu byly umístěny informační panely.
K jednoletému výročí události uspořádaly slovenské LGBT iniciativy na 12. října 2023 v Zámocké ulici vzpomínkovou událost. Česká iniciativa Společně proti nenávisti pak na totožné datum ohlásila happening v Praze na Václavském náměstí i pietní vzpomínku před pražským velvyslanectvím Slovenské republiky. V Olomouci byl ohlášen pietní pochod na 13. října a v Brně pietní setkání v Institutu Paměti národa Brno na 15. října.

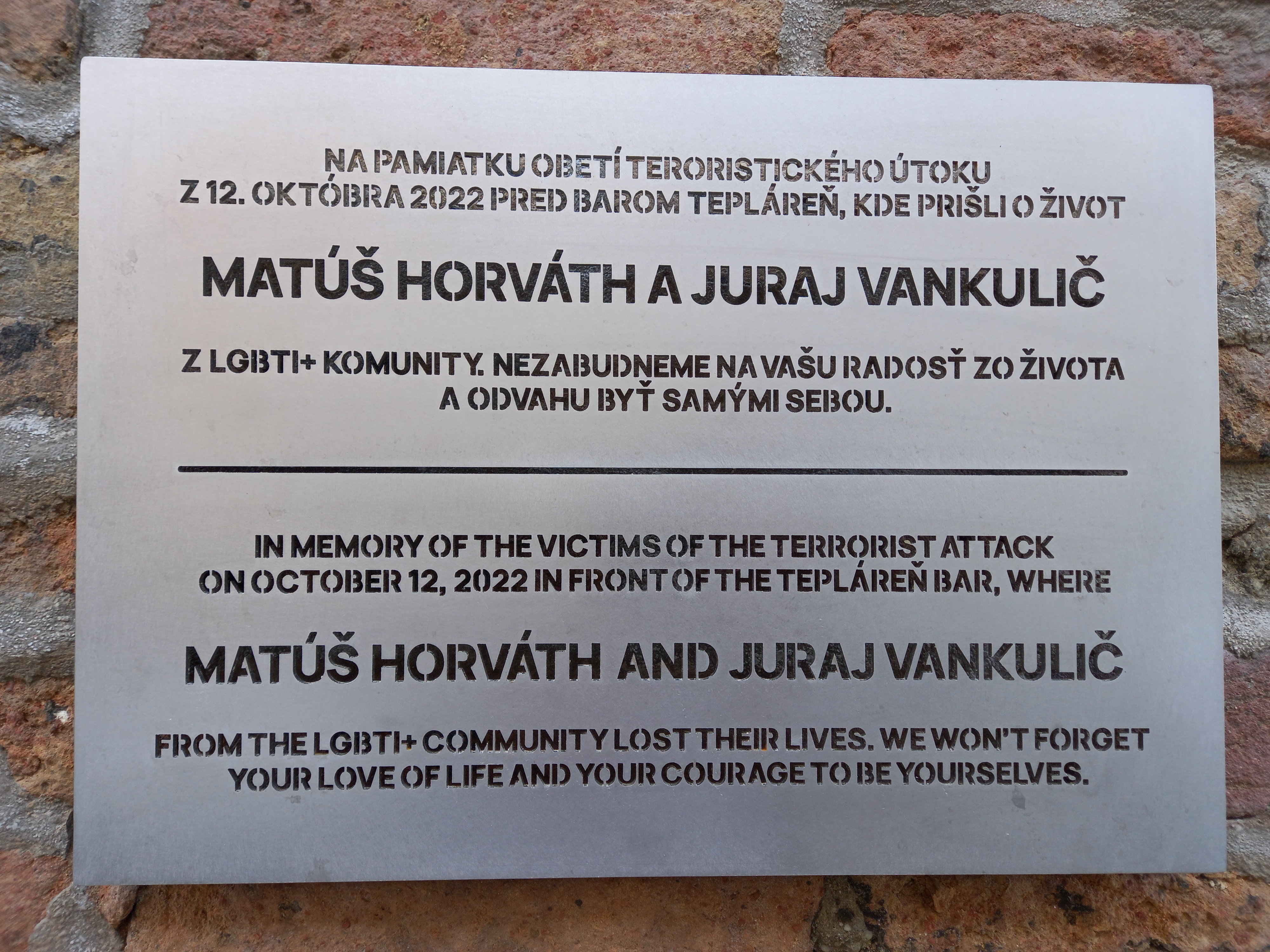
Pamětní deska v Zámocké ulici v březnu 2025

Gymnázium Ľudovíta Štúra v Trenčíně připravilo k druhému výročí tragické události vzpomínkovou akci, kterou však ostře kritizoval europoslanec za hnutí Republika Milan Mazurek a povzbudil další kritiku i na dezinformačních webech. Školy se proti zastrašování zastalo ministerstvo vedené Tomášem Druckerem z hnutí Hlas, gymnázium však nevybíravým útokům ustoupilo a akci zrušilo. Iniciativy se chopil primátor Trenčína Richard Rybníček a město uspořádalo vzpomínku 11. října 2023 na Náměstí studentů nedaleko gymnázia. Ve výroční den 12. října prezident Peter Pellegrini na sociálních sítích vyzval k dialogu, respektu a odmítnutí jakékoli formy násilí vůči lidem pro jejich odlišnost. Bývalá prezidentka Zuzana Čaputová rovněž na sítích poslala symbolické objetí všem lidem, kteří jsou objekty nenávisti. Duhovou pouliční lampu v Zámocké ulici krátce po výročí někdo přemaloval na šedo. Iniciatíva Inakosť na to reagovala opětovným obnovením duhového nátěru.
Koncem února 2025 byla na zdi naproti již bývalému klubu Tepláreň v Zámocké ulici z iniciativy magistrátu a Iniciativy Inakosť odhalena pamětní deska připomínající oběti útoku. Odhalily ji přeživší Radka Trokšiarová a matka zavražděného Juraje Vankuliče Dana Šibíková. Text na desce mimo jiné uváděl: „Nezapomeneme na vaši radost ze života a odvahu být samými sebou“.